# Žirnovskij rajon
Lo Žirnovskij rajon (in russo Жирновский район?) è un rajon dell'oblast' di Volgograd, in Russia, il cui capoluogo è Žirnovsk. Istituito nel 1959, ricopre una superficie di 2.970 chilometri quadrati e nel 2021 ospitava una popolazione di circa 37.100 abitanti.